# Jüdischer Friedhof Bad Sauerbrunn

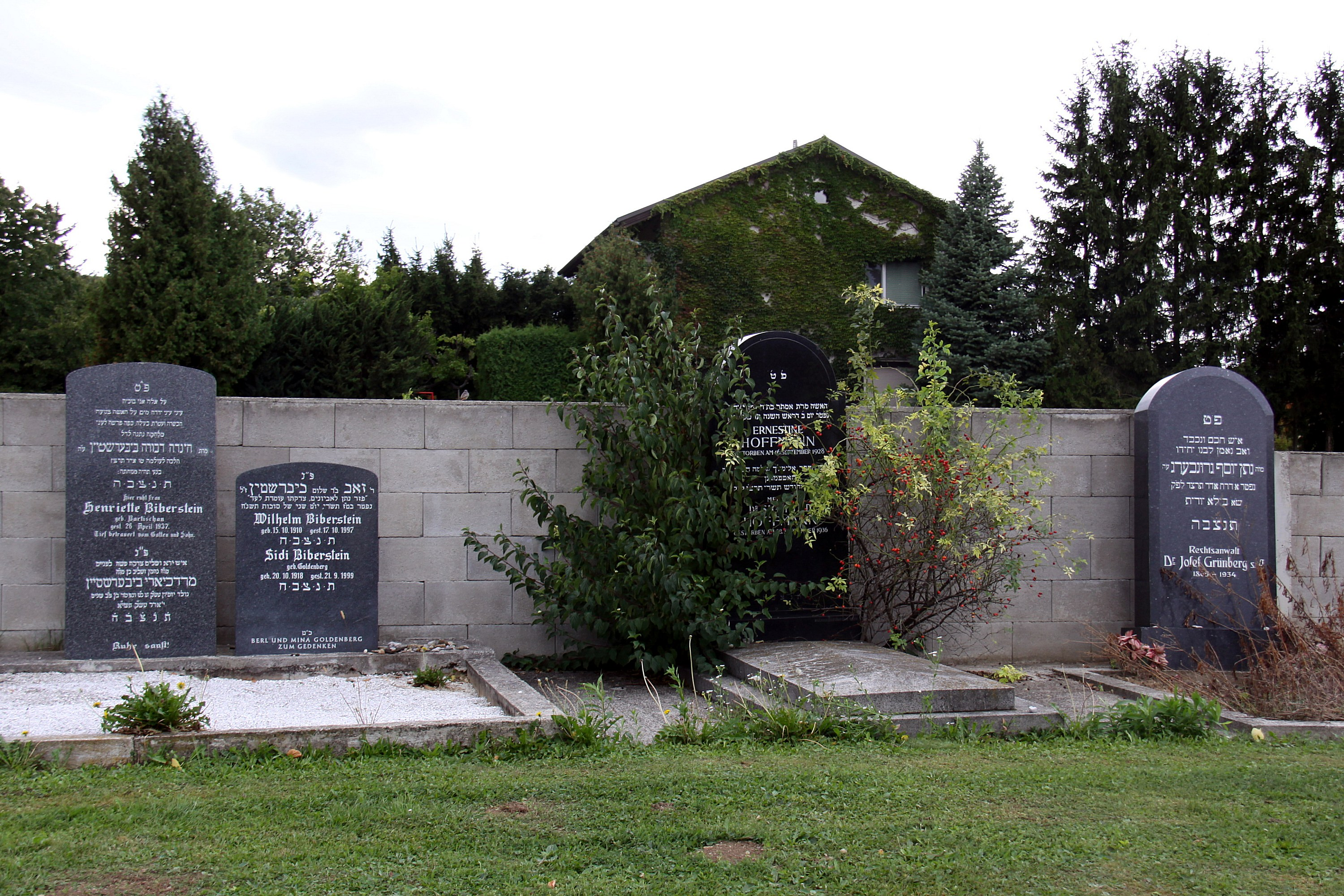
Jüdischer Friedhof in Bad Sauerbrunn

Der Jüdische Friedhof Bad Sauerbrunn befindet sich in der Gemeinde Bad Sauerbrunn im Bezirk Mattersburg im Burgenland. Der Jüdische Friedhof steht unter Denkmalschutz.

## Geschichte
Der Friedhof wurde 1908 von der Chewra Kadischa in Mattersburg für die Bestattung von Kurgästen des Heilbades angelegt. Der Friedhof wird von der Gemeinde Bad Sauerbrunn gepflegt.